# آزاد (فیلم ۲۰۰۰)
آزاد 
(به تلوگویی: Azad) یا مستقل فیلمی محصول سال ۲۰۰۰ و به کارگردانی تریپاتیسامی است. در این فیلم بازیگرانی همچون آکینی ناگرجونا، شیلپا شتی، سونداریا و پراکاش راج ایفای نقش کرده‌اند.